# 紙鐵砲
紙鐵砲又稱紙砲或紙甩砲是一件動態摺紙作品，由於將其甩動時會發出爆鳴聲響有如大砲聲響或鞭炮一般而得名。紙砲有很多種不同的版本，但都包含一個內摺的部分，當抓緊紙炮用力往下甩時，內摺的紙會爆開，造成空氣突然震動，就發出了強而有力的爆鳴聲響。

## 原理
根據流行的誤解紙砲聲響應該是由紙打破音障引起的，但實際發生的事情是，空氣衝擊波衝進來填補在打開的紙砲裡形成的真空。紙砲發出來的聲響如爆鳴聲，有時也被描述為一個鞭狀，其發出聲響的強度約在六十分貝上下，用報紙製作可以使聲音更為響亮。

## 摺法
準備一張長方形紙，比例約為4比3，將四個角摺向中線，然後橫向對摺，然後把左右兩邊的角摺向中線，然後向後摺即完成。
上為以吉澤章-蘭德列特系統表示的其中一種紙砲的摺法，最後一張圖表示手抓紅色圈出處箭頭方向甩即可發出強而有力的爆鳴聲響。
此外也存在其他種摺法，如：
上圖為以基礎摺法正方基本形或水雷基本形簡化的步驟，許多文獻都是記載展開後的摺法。
此外RecordSetter也記載了一項與紙鐵砲相關之紀錄，內容表示一位男孩在11秒內完成紙砲並讓其發出聲音。該紙砲幾乎是步驟最少的紙砲，只需要摺三次，以吉澤章-蘭德列特系統表示如下：

## 外部連結
- 高井坤的摺紙教室/經典系列/紙鐵砲  （页面存档备份，存于）
- 「紙鐵砲的摺紙（新聞）的摺法」（metacafe的動畫） （页面存档备份，存于）